# Contulma cranifer
Contulma cranifer är en nattsländeart som beskrevs av Oliver S. Flint Jr. 1969. Contulma cranifer ingår i släktet Contulma och familjen Anomalopsychidae. Inga underarter finns listade i Catalogue of Life.